# Donat Acklin
Donat Acklin (* 6. Juni 1965 in Herznach) ist ein ehemaliger Schweizer Bobfahrer und zweifacher Olympiasieger.
Bei den Olympischen Winterspielen 1988 in Calgary verpasste Acklin nur knapp die Medaillenränge und beendete den Wettbewerb im Zweierbob auf dem vierten Platz.
Bei den Weltmeisterschaften 1991 in Altenberg gewann er zusammen mit Gustav Weder Silber im Zweierbob und ein Jahr später, ebenfalls zusammen mit Weder, bei den Olympischen Winterspielen 1992 in Albertville Gold im Zweierbob der Männer und Bronze im Viererbob der Männer. Im Jahre 1993 gewann er im Zweierbob Gold und im Viererbob Gold. Ein Jahr später gewann er mit Weder bei den Olympischen Winterspielen 1994 in Lillehammer Gold im Zweierbob der Männer sowie Silber im Viererbob der Männer.